# San Nicolò d'Arcidano
San Nicolò d'Arcidano (sardinsky: Arcidànu) je italská obec (comune) v provincii Oristano v regionu Sardinie. Nachází se ve výšce 13 metrů nad mořem a má přibližně 2 500 obyvatel. Rozloha obce je 28,36 km².